# كأس هولندا 1992–93
كأس هولندا 1992–93 (بالهولندية: KNVB beker 1992/93)‏ هو الموسم 75 من كأس هولندا. أشرف على تنظيمه الاتحاد الملكي الهولندي لكرة القدم، وكان عدد الأندية المشاركة فيه 63، وفاز فيه أياكس أمستردام.